# The Ranchero's Revenge
The Ranchero's Revenge é um filme mudo de 1913 norte-americano em curta-metragem, do gênero western, dirigido por D. W. Griffith. Foi produzido por Biograph Company. Foi filmado na Califórnia.

## Elenco
- Lionel Barrymore
- Harry Carey
- Claire McDowell
- Clarence Barr
- Viola Barry
- William Courtright
- Charles Hill Mailes